# Parantica aglea
Parantica aglea är en fjärilsart som beskrevs av Pieter Cramer 1781. Parantica aglea ingår i släktet Parantica och familjen praktfjärilar. Inga underarter finns listade i Catalogue of Life.

## Bildgalleri

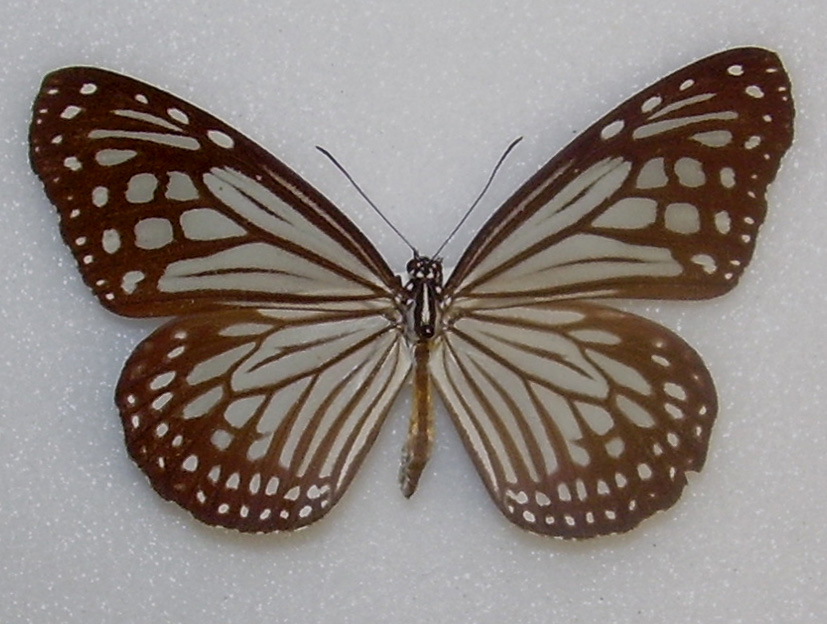
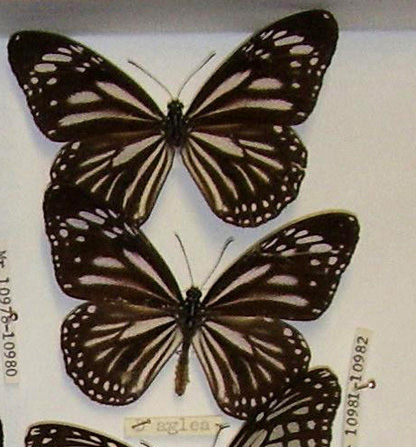
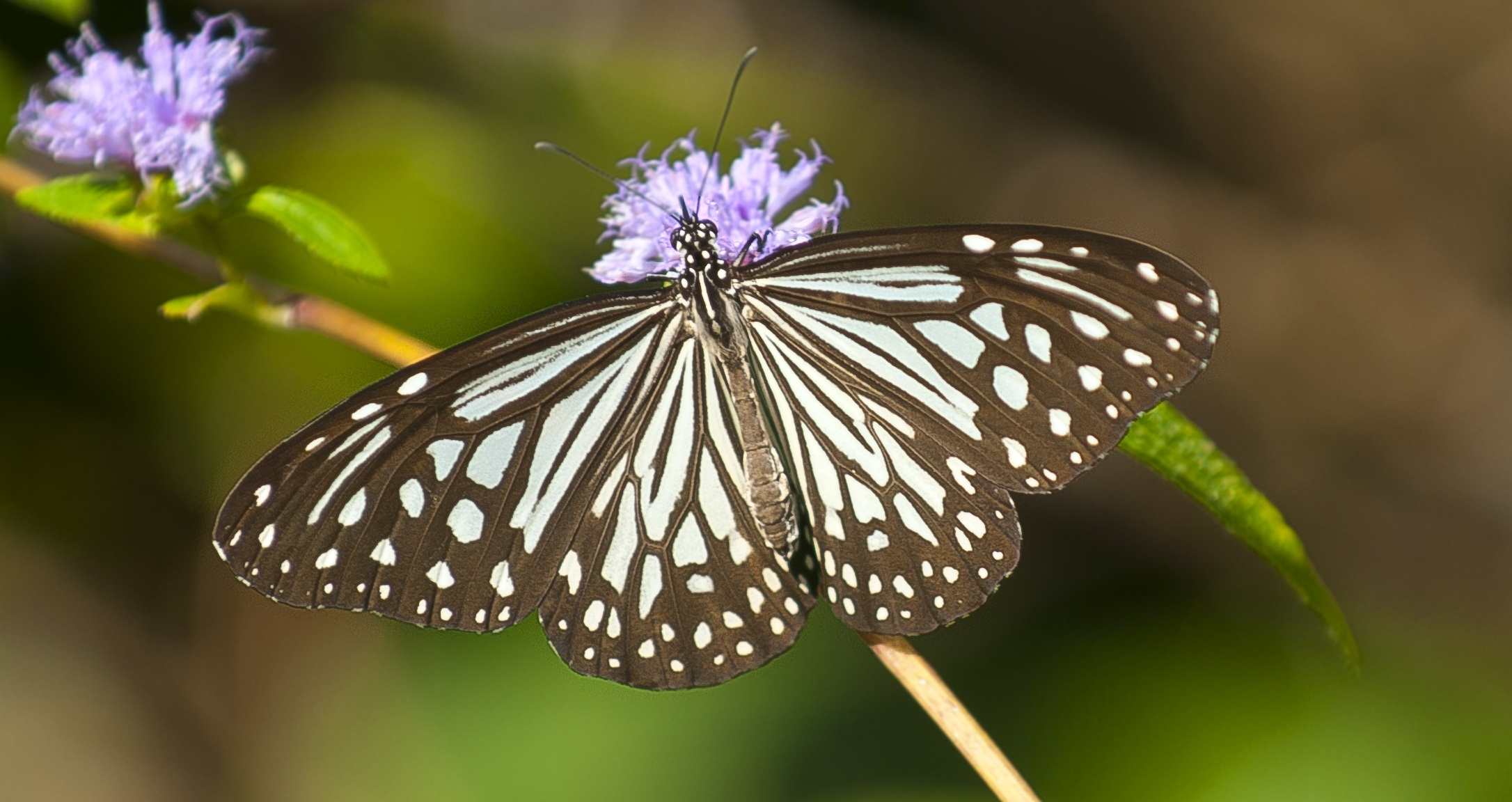
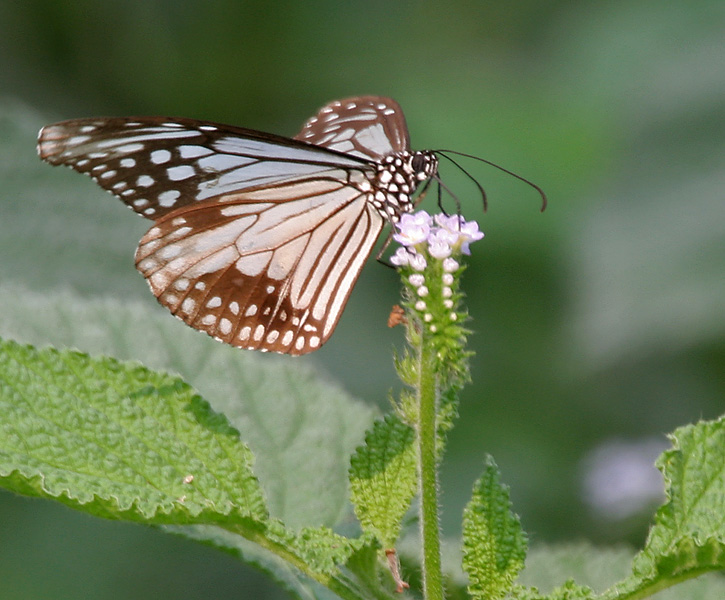